# Cantó de Pau-Sud
El cantó de Pau-Sud és un cantó del departament francès dels Pirineus Atlàntics, a la regió d'Aquitània. Està enquadrat al districte de Pau i té 5 municipis.

## Municipis
- Arèssi
- Assat
- Visanòs
- Melhon
- Pau (una part).

## Història
| Data d'elecció                               | Nom             | Partit | Qualitat                                                      |
| -------------------------------------------- | --------------- | ------ | ------------------------------------------------------------- |
| 1973                                         | Yves Urieta     | PS     |                                                               |
| 1976                                         | Yves Urieta     | PS     |                                                               |
| 1982                                         | François Bayrou | UDF    |                                                               |
| 1988                                         | François Bayrou | UDF    | diputat                                                       |
| 1994                                         | François Bayrou | UDF    | Ministre de l'educació nacional President del Consell general |
| 2001                                         | François Bayrou | UDF    | diputat europeu                                               |
| 2008                                         | André Arribes   | MoDem  |                                                               |
| Les dades anteriors a 1973 no són conegudes. |                 |        |                                                               |
|                                              |                 |        |                                                               |